# (73529) 2003 OF1
(73529) 2003 OF1 – planetoida z pasa głównego asteroid okrążająca Słońce w ciągu 5,19 lat w średniej odległości 3 j.a. Odkryta 22 lipca 2003 roku.